# Sophia Jex-Blake
Sophia Louisa Jex-Blake (Hastings, Sussex, 21 de enero de 1840 - Rotherfield, Sussex, 7 de enero de 1912) fue una médica, profesora y activista por los derechos de las mujeres inglesa. Lideró la campaña para asegurar el acceso de las mujeres a la educación universitaria cuando ella y otras seis mujeres, colectivamente conocidas como Las siete de Edimburgo, comenzaron a estudiar medicina en la Universidad de Edimburgo en 1869. Fue la primera médica de Escocia y una de las primeras de Reino Unido. Prominente activista por la educación médica para mujeres, estuvo involucrado en la fundación de dos facultades de medicina para mujeres en Londres y Edimburgo, en un momento en el que ningún otra facultad aceptaba mujeres.

## Primeros años

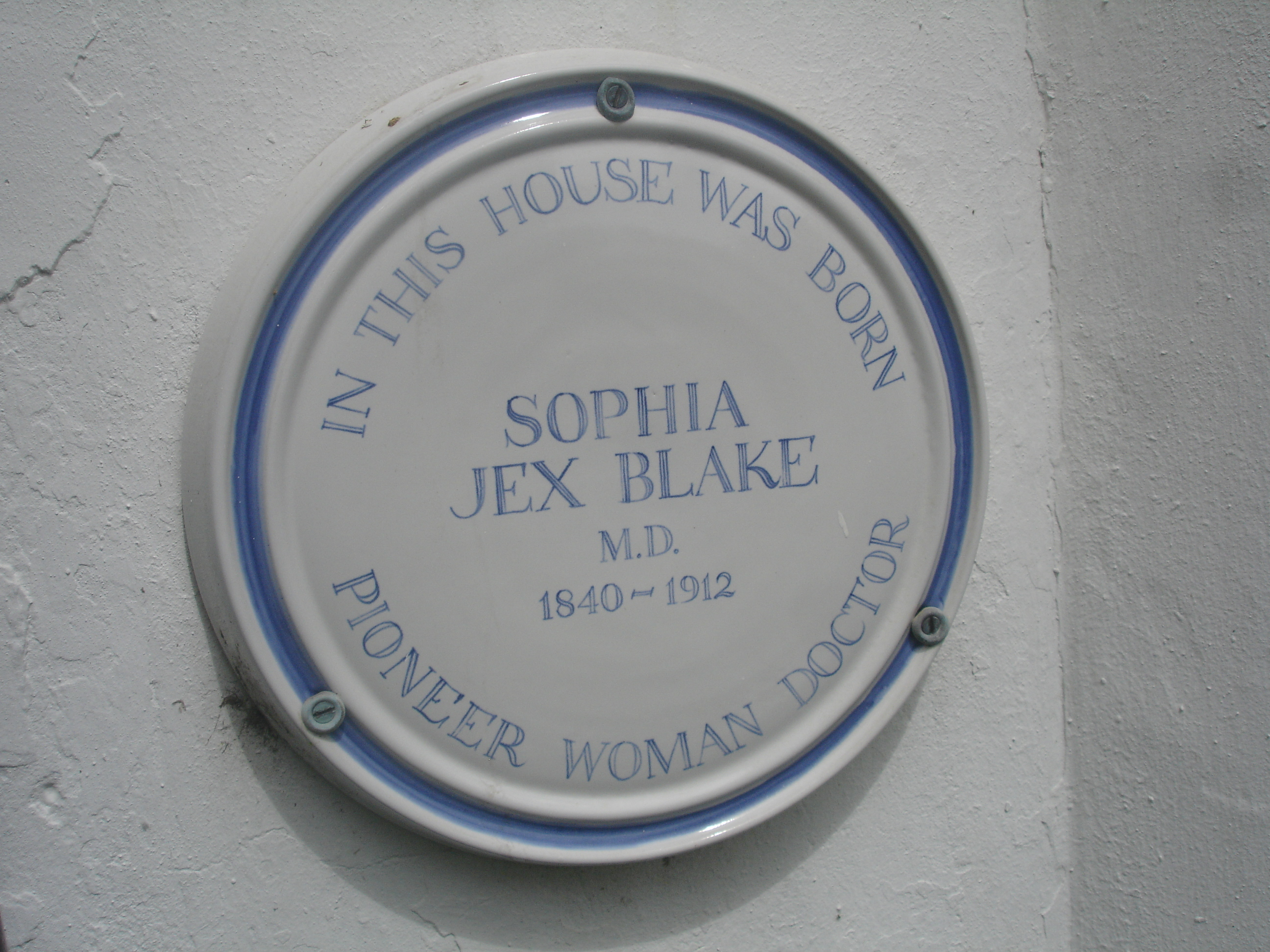
Placa conmemorativa en el lugar de nacimiento de Sophia Jex-Blake.

Sophia Jex-Blake nació en el número 3 de Croft Place Hastings, Inglaterra, el 21 de enero de 1840, hija del abogado jubilado Thomas Jex-Blake, procurador de Doctors' Commons (sociedad londinense de abogados dedicados al derecho civil) y Mary Jex-Blake, de soltera Cubitt. Su hermano era Thomas Jex-Blake, futuro decano de la catedral de Wells y padre de Katharine Jex-Blake, clasicista y profesora en el Girton College, Cambridge. Recibió educación en casa hasta los ocho años. Estudió en varias instituciones privadas del sur de Inglaterra y en 1858 se matriculó en el Queen's College, Londres, a pesar de las objeciones de sus padres. En 1859, siendo aún estudiante, se le ofreció un puesto de tutora de matemáticas en la universidad, donde estuvo trabajando hasta 1861, viviendo durante un tiempo con Octavia Hill y su familia. No cobrará: su familia no permitía que su hija se ganara la vida y su padre le negó el permiso para aceptar un salario.

## Viajes a Estados Unidos
Al mes siguiente, Jex-Blake viajó a Estados Unidos para aprender más sobre la educación de las mujeres. Visitó varias escuelas; los avances allí en coeducación la impresionaron y posteriormente escribiría A Visit to Some American Schools and Colleges («Una visita a algunas escuelas y facultades americanas»). En el New England Hospital for Women and Children (Hospital de Nueva Inglaterra para Mujeres y Niños) en Boston conoció a una de las médicas pioneras del país, la doctora Lucy Ellen Sewall, quien se convertiría en una importante amiga durante toda su vida, y trabajó allí durante un tiempo como asociada médica. La estancia en el hospital supuso un punto de inflexión para Jex-Blake al darse cuenta de que su vocación era ser médica.
En 1867, junto a Susan Dimock, una estudiante de medicina del New England Hospital, escribió directamente al presidente y los socios de la Universidad de Harvard, Cambridge, Massachusetts, solicitando la admisión en la facultad de medicina. Recibieron la respuesta un mes más tarde, en una carta que decía «No está contemplada la educación de mujeres en ningún departamento de esta universidad». Al año siguiente, planeaba matricularse en una nueva facultad de medicina fundada por Elizabeth Blackwell en Nueva York, pero su padre falleció ese mismo año y volvió a Inglaterra para estar con su madre.

## «A fair field and no favour»
En 1869, Jex-Blake escribió un ensayo titulado Medicine as a profession for women (Medicina como profesión para mujeres) para el libro Women's Work and Women's Culture (El trabajo de las mujeres y la cultura de las mujeres) editado por Josephine Butler. En él reflexiona que el instinto natural lleva a las mujeres a preocuparse por el cuidado del enfermo. Sin embargo, con una educación limitada a tareas domésticas desde niñas, las mujeres generalmente no pueden competir con los hombres como profesionales de la medicina. Jex-Blake indica que no hay pruebas objetivas que demuestren una inferioridad intelectual de la mujer frente al hombre y argumenta que la cuestión podría ponerse a prueba proporcionando a las mujeres «a fair field and no favour» («un terreno de juego justo y sin favoritismos», igualdad de condiciones): recibiendo la misma educación que los hombres y sometiéndose a los mismos exámenes.

## Educación universitaria para mujeres
Sophia Jex-Blake estaba determinada a buscar formación médica en Reino Unido y, debido a las actitudes más tolerantes respecto a la educación en Escocia, pensó que si una universidad permitía a las mujeres estudiar, podría estar allí.
Envió una solicitud para estudiar medicina en la Universidad de Edimburgo en marzo de 1869 y, aunque la facultad de medicina y el claustro votaron a favor de su admisión, el tribunal universitario la rechazó alegando que la universidad no podía realizar las adaptaciones necesarias «por una única mujer».

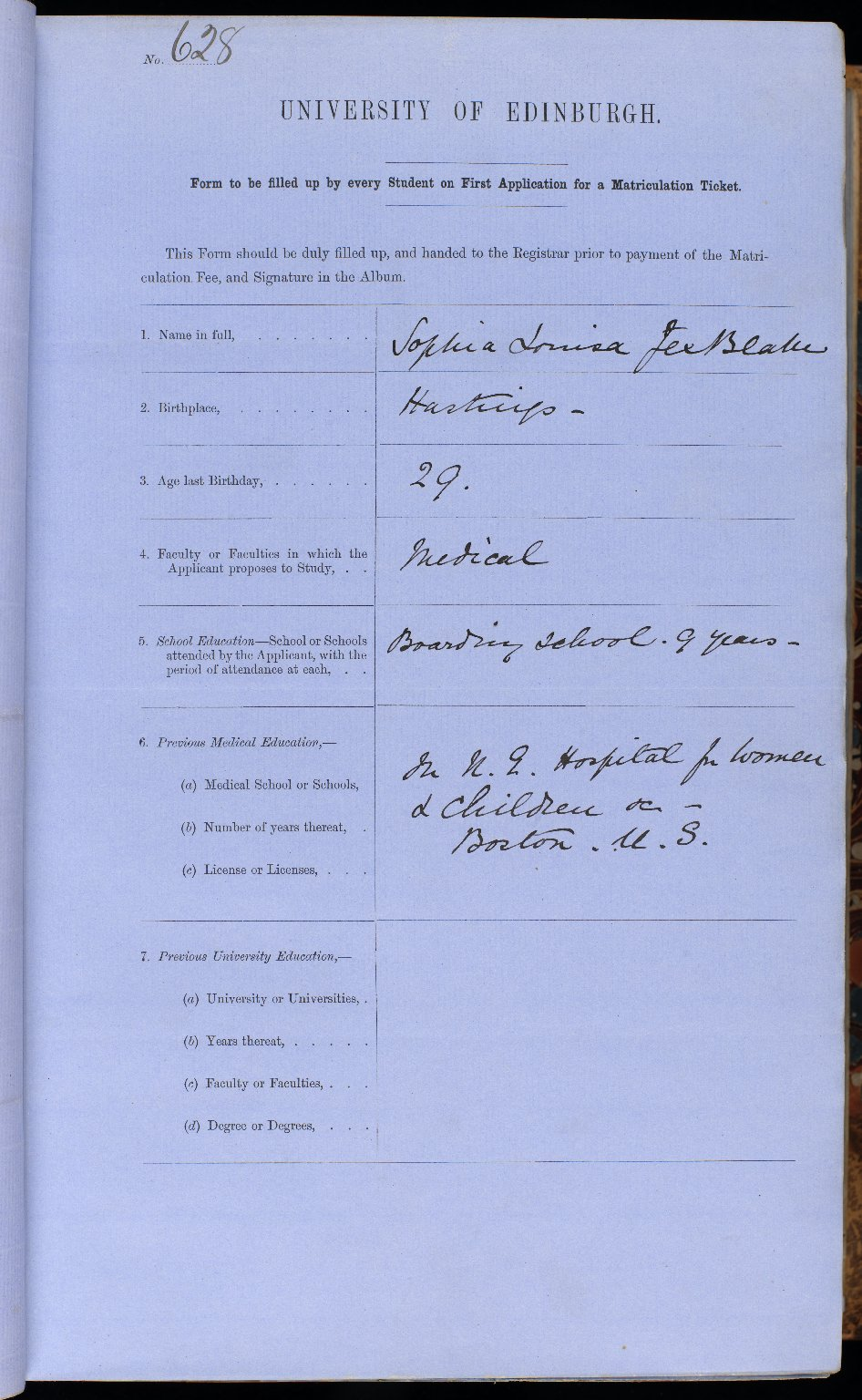
Formulario para la matrícula de Jex-Blake, enviado a la Universidad de Edimburgo y almacenado en sus archivos.

Entonces, decidió publicar anuncios en The Scotsman y otros periódicos nacionales animando a mujeres interesadas a unirse a ella. En el verano de 1869 llegó una solicitud de matrícula de cinco mujeres, a las que más tarde se sumaron dos más constituyendo así el grupo de Las siete de Edimburgo, formado por Mary Adamson Anderson Marshall, Emily Bovell, Matilda Chaplin Ayrton, Helen Evans, Edith Pechey, Isabel Thorne y la propia Sophia Jex-Blake. La solicitud pedía matriculación con todos los derechos: poder acudir a todas las clases y exámenes necesarios para adquirir un título en medicina. Fue aprobada por el tribunal universitario, convirtiéndose la de Edimburgo en la primera universidad británica en admitir mujeres.
Sophia Jex-Blake escribió en una de sus cartas a su íntima amiga Lucy Sewall: «Es algo importante el entrar a la primera universidad abierta a mujeres, ¿verdad?».
Véase Las siete de Edimburgo para más detalles sobre la campaña de Edimburgo

## Hostilidad y rechazo del Surgeons' Hall
Cuando las mujeres empezaron a demostrar que podían trabajar al mismo nivel que los hombres, empezó a formarse un ambiente de hostilidad contra ellas. Recibieron cartas obscenas, persecuciones por las calles, petardos en sus puertas y les arrojaron barro. Esta situación desembocó en la revuelta del Surgeons' Hall cuando las mujeres llegaron ante el edificio para presentarse a un examen de anatomía y encontraron una muchedumbre de más de doscientas personas que se había reunido en el exterior para lanzarles barro, basura e insultos.
Los incidentes alcanzaron los titulares nacionales y las mujeres ganaron nuevo apoyo. Sin embargo, algunos miembros influyentes de la facultad de medicina consiguieron persuadir a la Universidad de negarles la graduación a las mujeres acudiendo a tribunales superiores. Dichos tribunales sentenciaron que las mujeres no debían haber sido nunca admitidas en la institución y sus títulos fueron retirados, fallando la campaña de Edimburgo en 1873.
Muchas de las mujeres completaron sus estudios en universidades europeas que habían empezado a aceptar estudiantes femeninas.

### El momento de una reforma
En 1877, se empezaron a admitir mujeres en otras universidades británicas. James Stansfeld, quien había estado involucrado en la campaña de Londres (tras la fallida campaña de Edimburgo) escribió, en su resumen de los eventos: 
«Dr Sophia Jex-Blake has made the greatest of all contributions to the end attained. I do not say that she has been the ultimate cause of success. The ultimate cause has been simply this, that the time was at hand. It is one of the lessons of the history of progress that when the time for reform has come you cannot resist it, though if you make the attempt, what you may do is to widen its character or precipitate its advent. Opponents, when the time has come, are not merely dragged at the chariot wheels of progress - they help to turn them. The strongest forces, whichever way it seems to work, does most to aid. The forces of greatest concentration here have been, in my view, on the one hand the Edinburgh University led by Sir Robert Christison, on the other the women claimants led by Dr Sophia Jex-Blake.»
(«La Dra. Sophia Jex-Blake ha logrado la mayor de las contribuciones a la meta buscada. No digo que haya sido la causa definitiva del éxito. La causa definitiva del éxito ha sido simplemente esto, que el momento había llegado. Uno de las lecciones de la historia del progreso es que cuando el momento de una reforma llega, no puedes resistirte, y si lo intentas, lo que podrías conseguir es ampliar su carácter o precipitar su llegada. Los oponentes, cuando llega el momento, no son meramente arrastrados por las ruedas del carro del progreso - ayudan a moverlas. Las principales fuerzan aquí han sido, en mi opinión, por un lado la Universidad de Edimburgo con Sir Robert Christison, y, por otro, las mujeres demandantes lideradas por la doctora Sophia Jex-Blake.»)

## Graduación como médica
En 1874, Sophia Jex-Blake ayudó a establecer la London School of Medicine for Women mientras continuaba con su activismo y sus estudios. The Medical Act (39 y 40 Vict, Cap. 41) se aprobó poco después, anulando la ley anterior y autorizando a las autoridades médicas a expedir licencias a todos los solicitantes cualificados independientemente de su sexo. La primera organización en beneficiarse de la nueva legislación fue el Royal College of Physicians de Irlanda, pero antes de que Jex-Blake se pusiera en contacto con ellos, aprobó los exámenes en la Universidad de Berna, donde fue reconocida como doctora en Medicina en enero de 1877. Cuatro meses más tarde, repitió el éxito en Dublín y se cualificó como Licentiate of the King's and Queen's College of Physicians of Ireland (LKQCPI), lo que le permitía registrarse en el General Medical Council, siendo la tercera mujer del país en registrarse.

## Carrera médica

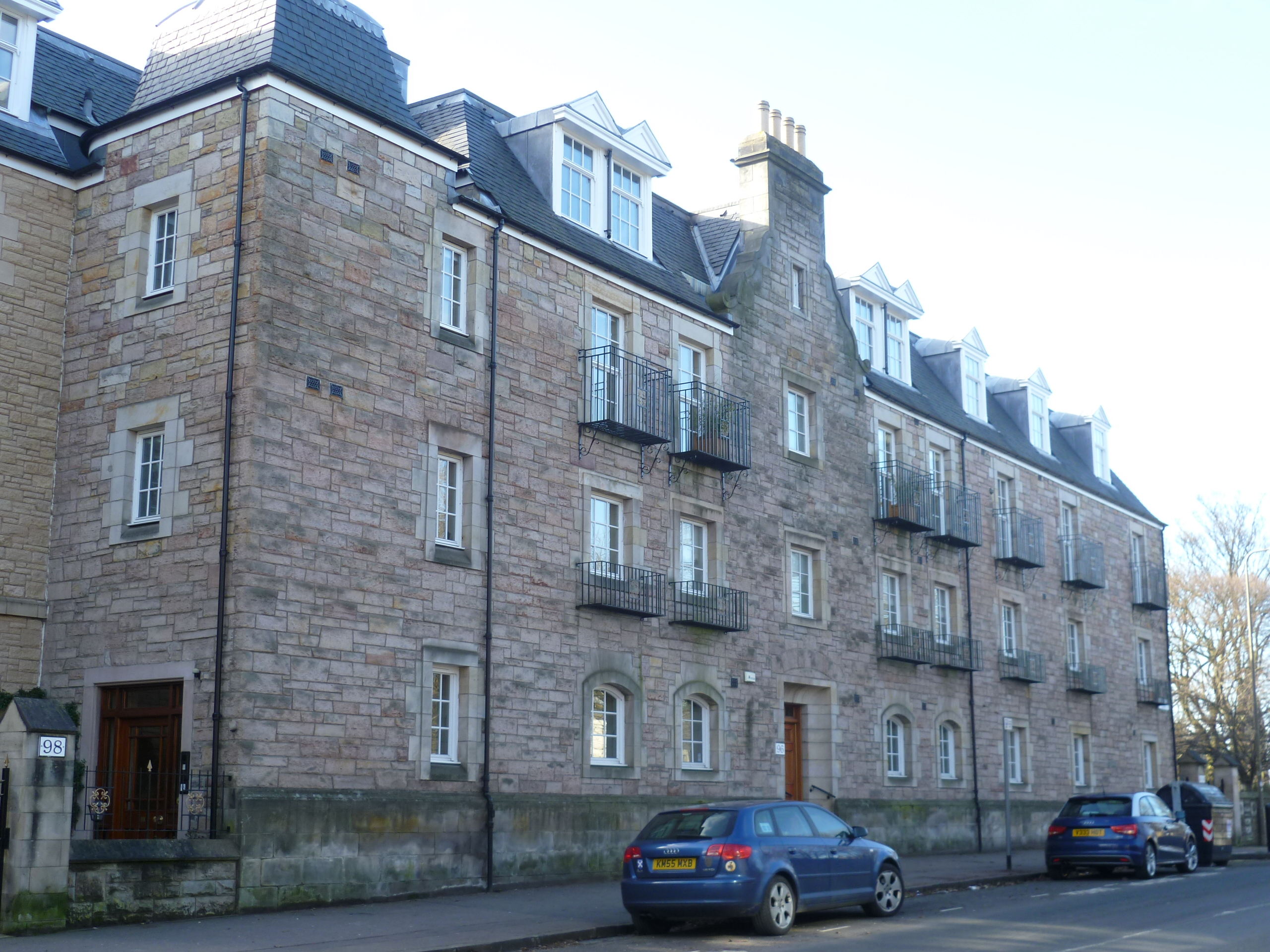
Bruntsfield Hospital. Pisos privados, en 2010.

Jex-Blake volvió a Edimburgo, alquiló una casa en el número 4 de Manor Place y, en junio de 1878, colocó su placa: Edimburgo tenía su primera médica. Tres meses después abrió un centro ambulatorio en el número 73 de Grove Street, Fountainbridge, donde las mujeres pobres podían recibir atención médica al precio de unos pocos peniques. Tras la muerte de su madre en 1881, Sophia Jex-Blake atravesó un periodo de reclusión por el duelo. La clínica se expandió en 1885, reubicándose en el número 6 de Grove Street, donde se añadió un pequeño pabellón de cinco camas. El pequeño centro ambulatorio se convertía así en el Edinburgh Hospital and Dispensary for Women (Hospital y Clínica para Mujeres de Edimburgo). Este fue el primer hospital de Escocia para mujeres llevado en su totalidad por mujeres.
Dos años más tarde, Jex-Blake estableció la Edinburgh School of Medicine for Women (Facultad de Medicina para Mujeres de Edimburgo). Se trataba de un aula fuera del recinto de la universidad donde médicos asociados a la Universidad de Edimburgo que apoyaban la iniciativa femenina daban clases a mujeres y hombres (clases que la universidad no podía evitar). Entre las primeras estudiantes se encontraban Elsie Inglis y Grace Ross Cadell y su hermana Georgina. Sin embargo, la habilidad de Jex-Blake en el aula no destacaba tanto como en el ejercicio médico. Una amarga división entre sus estudiantes culminó en los tribunales, siendo Jex-Blake demandada por daños. Tras el incidente, las hermanas Cadell marcharon a la facultad rival de Elsie Inglis, más joven y de talante más amable, la Edinburgh College of Medicine for Women. La facultad de Jex-Blake cerró sus puertas en 1892 cuando la Universidad de Edimburgo empezó a admitir estudiantes femeninas; la de Elsie Inglis continuó hasta 1916, cuando se fusionó con el Royal Colleges School of Medicine en el Surgeons' Hall.
Jex-Blake vivió y trabajó durante dieciséis años en la casa conocida como Bruntsfield Lodge en Whitehouse Loan. Cuando se jubiló en 1889, el Edinburgh Hospital and Dispensary for Women and Children se trasladó a este sitio y modificó su nombre a Bruntsfield Hospital, donde continuó su función hasta 1989.

## Vida personal
Se presume que Jex-Blake mantuvo una relación romántica con la doctora Margaret Todd. Tras la jubilación de Jex-Blake en 1899, se mudaron juntas a Windydene, Mark Cross, Rotherfield, donde la doctora Todd escribió The Way of Escape en 1902 y Growth en 1906.
Su casa fue lugar de reunión para colegas y antiguos alumnos, así como escritores y conocidos de todo el mundo.

## Fallecimiento y conmemoración

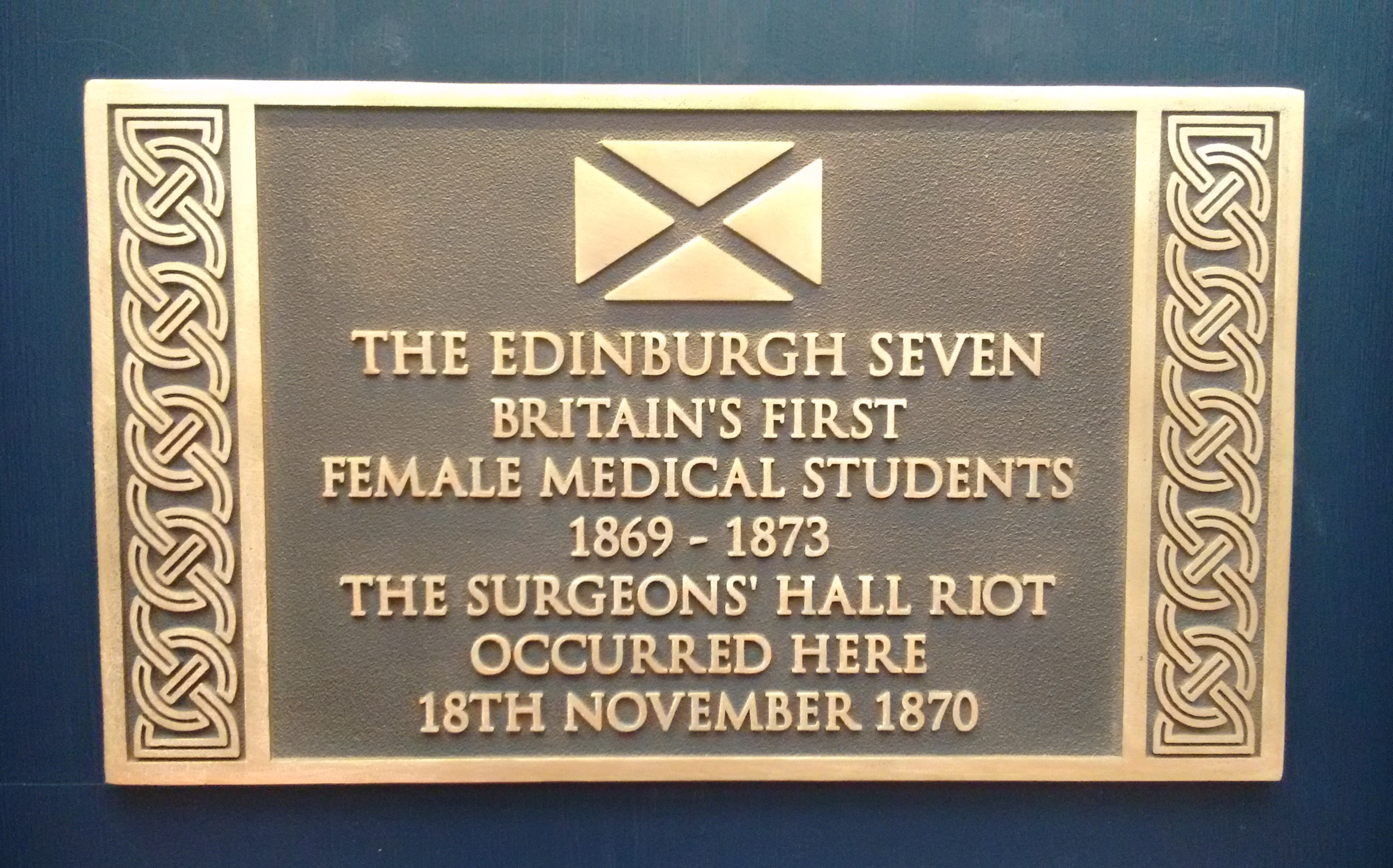
Placa conmemorativa a Las siete de Edimburgo y la revuelta del Surgeons' Hall riot en Edimburgo

Sophia Jex-Blake murió el 7 de junio de 1912 en Windydene y está enterrada en Rotherfield. Todd escribió posteriormente The Life of Dr Sophia Jex-Blake.
La Universidad de Edimburgo conmemora a Sophia Jex-Blake con una placa (realizada por Pilkington Jackson) cerca de la entrada de la facultad de medicina, con la siguiente inscripción: "Physician, pioneer of medical education for women in Britain, alumna of the University" («Médica, pionera de la educación médica para mujeres en Gran Bretaña, alumna de la Universidad»).
En 2015, se inauguró una placa para conmemorar la revuelta del Surgeons' Hall del 18 de noviembre de 1870.
Las siete de Edimburgo fueron reconocidas con MBChB (Bachelor of Medicine, Bachelor of Surgery) honorarios póstumos en el McEwan Hall de la Universidad de Edimburgo el sábado 6 de julio de 2019. Los títulos fueron recogidos en su honor por un grupo de estudiantes de la Edinburgh Medical School. La estudiante de medicina Simran Piya recogió un título honorario en honor de Sophia Jex-Blake. La graduación fue el primero de una serie de eventos planeados por la Universidad de Edimburgo para conmemorar los logros y la trascendencia de Las siete de Edimburgo.

## Familiares
- Thomas William Jex-Blake (1832–1915), hermano, director de la Rugby School de 1874 a 1887
- Katharine Jex-Blake, sobrina, profesora del Girton College de 1916 a 1922
- Henrietta Jex-Blake, sobrina, directora del Lady Margaret Hall de 1909 a 1921
- Arthur John Jex-Blake, sobrino, médico y miembro del Royal College of Physicians